# Kees Rijvers
Cornelus Bernardus Rijvers (Breda, 27 de mayo de 1926-4 de marzo de 2024) fue un futbolista y entrenador neerlandés. Como entrenador destacó su paso por el PSV Eindhoven y la Selección de fútbol de los Países Bajos.

## Carrera como jugador
Rijvers debutó en el club de su ciudad natal, el NAC Breda. En 1950, a sus 25 años Rijvers se convirtió en uno de los primeros jugadores holandeses en convertirse en profesional con su fichaje por el AS Saint-Étienne de la liga francesa. La Real Asociación Neerlandesa de Fútbol (KNVB) lo suspendió de jugar en la selección nacional en respuesta porque en ese momento no permitían que los jugadores profesionales jugaran en la selección nacional y no fue hasta 1957 que volvería a jugar en la selección nacional.
Entre octubre de 1946 y marzo de 1960, Kees Rijvers disputó 33 partidos con la Selección de los Países Bajos, anotando 10 goles. Fue miembro del equipo olímpico holandés en los Juegos Olímpicos de Londres 1948.

## Carrera de entrenador
Como técnico, se hizo cargo del FC Twente y dirigió al equipo durante seis años, con buenos resultados. Tras esas exitosas temporadas, se trasladó al PSV Eindhoven donde conquistó tres títulos de la Eredivisie, en 1975, 1976 y 1978, además de dos Copa de los Países Bajos en 1974 y 1976. Lideró al equipo a ganar la Copa de la UEFA 1977-78. 
Tras dejar el PSV, se hizo cargo de la selección neerlandesa en 1981 e hizo debutar a jugadores jóvenes como Ronald Koeman, Ruud Gullit y Marco van Basten. Bajo su mando los Países Bajos no se clasificaron a la Eurocopa 1984 teniendo mejor diferencia de goles que España hasta el último día de la clasificación, pero después de la victoria de España por 12-1 sobre Malta, Países Bajos terminó segundo en el grupo. Después de eso, Rijvers fue despedido por la KNVB y reemplazado por Rinus Michels.

## Clubes como jugador
- 1944–1950 :  NAC Breda
- 1950–1953 :  Saint-Étienne
- 1953–1955 :  Stade Français
- 1955–1957 :  Saint-Étienne
- 1957–1960 :  Feyenoord
- 1960–1962 :  Saint-Étienne
- 1962–1963 :  NAC Breda

## Clubes como entrenador
- 1966–1972 :  FC Twente
- 1972–1980 :  PSV Eindhoven
- 1980–1981 :  K Beringen
- 1981–1984 :  Selección de fútbol de los Países Bajos.
- 1983 :  Selección de los Países Bajos Sub-20
- 1994 :  PSV Eindhoven

## Palmarés

#### Como futbolista
- Campeón de Francia : 1957 (AS Saint-Étienne)
- Coupe de France : 1962 (AS Saint-Étienne)

#### Como entrenador
- Eredivisie : 1974–75 , 1975–76 , 1977–78
- KNVB Beker : 1973–74 , 1975–76
- Copa de la UEFA : 1977–78